# Louis Valentin
Pour les articles homonymes, voir Valentin.
Louis Valentin, de son vrai nom Louis Valentine, est né le 10 septembre 1930 à Gap et décède le 3 mai 2010 à Antibes. 
Il commence sa carrière comme journaliste et collabore à plusieurs journaux : Paris Match, Lui et Marie-Claire. 
Il a prêté sa plume à de nombreuses personnalités parmi lesquels la Princesse Soraya, Line Renaud et Marina Picasso pour laquelle, il est mentionné comme collaborateur de Grand-Père.
Louis Valentin fut attaché de presse de la comédie musicale Hair. Il est l'auteur de plusieurs livres autobiographiques sur ses années d'enfance et collabore à des scénarios de téléfilms et de séries avec Jean-Pierre Richard Bonne fête maman, Marie Galante et Alice boit du petit lait ainsi que Des sourires et des hommes.

## Œuvres littéraires

### Romans et Essais
- Chemin de Provence, Simoën, 1977
- Les fiancés de l'impossible, Encre, 1979.
- Les roses de Dublin, Robert Laffont, 1981.
- 36-15, tapez : sexe, Robert Laffont, 1987.
- Monaco. un Album de famille, Ed. N°1, 1990.
- Les années rutabagas, Olivier Orban, 1993
- Piaf, l'ange noir, Plon, 1993
- Adam et Ève, Journal Intime, Plon, 1999

### En collaboration
- Réné-Louis Maurice, 5 milliards au bout de l'égout, Simoen, 1977
- Jean Poggi et Edouard Dullin, Les vaches maigres, Encre, 1979
- Horacio Bustamente, La couronne en morceaux, Editions N°1, 1990.
- Line Renaud, Les brumes d'où je viens, LGF, 1990.
- Soraya Esfandiary Bakhtiary, Le palais des solitudes, Editions N°1 / Michel Lafon, 1992.
- Soraya Esfandiary Bakhtiary, La princesse d'argile, Robert Laffont, 1995.
- Line Renaud, Maman, Éditions du Rocher, 1997.
- Mano Dayak, Je suis né avec du sable dans les yeux, Fixot, 1998.
- Marina Picasso, Grand-Père, Denöel, 2001.

## Télévision

### Scénarios
- 1987 : Bonne fête, maman avec Marie-Christine Barrault, Howard Vernon.
- 1990 : Marie-Galante, quatre téléfilms tournés au Brésil et en Argentine avec Macha Méril, Florence Pernel
- 1992 : Alice boit du petit lait avec Odette Laure et Fiona Gélin